# Al-Hasan ibn Machlad al-Dżarrah
Al-Hasan ibn Machlad al-Dżarrah (arab. ‏الحسن بن مخلد بن الجراح‎; zm. 882) – wyższy urzędnik kalifatu Abbasydów, wezyr.

## Życiorys
Al-Hasan ibn Machlad al-Dżarrah z początku wyznawał nestorianizm. Dopiero w późniejszym życiu przeszedł na islam. Za czasów kalifatu Al-Mutawakkila w latach 847–861 pełnił funkcję sekretarza kalifa. Funkcję wezyra, najwyższą funkcję w administracji cywilnej, pełnił dwa razy. Najpierw przez dwa miesiące w 877 roku, a drugi raz, również przez dwa miesiące, w 878 roku. Przez cały ten czas kalifem był Al-Mu’tamid.
Jego funkcja jako wezyr zakończyła się odwołaniem i wygnaniem do Egiptu, a następnie do miasta Antiochia. Zmarł tam w 882 roku.